# 公有地測量システム

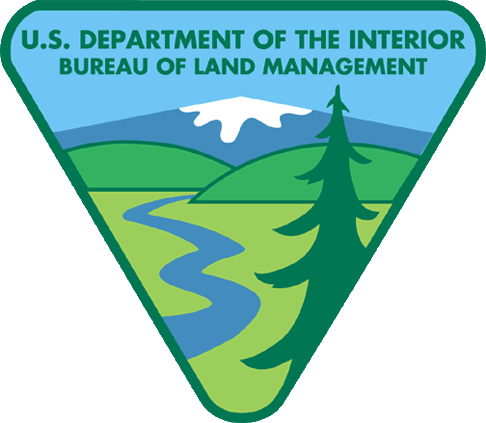
BLMの標章

公有地測量システム（こうゆうちそくりょうシステム、Public Land Survey System、略称：PLSS）とは、アメリカ合衆国の土地区画を測量・識別するための方法の一つで、特に農地や非居住地、未開の土地の権原証書のために使用される。その基本単位は、タウンシップ（サーベイ・タウンシップ＝測量タウンシップ）とセクションである。矩形測量システムとも呼ばれるが、曲折測量のような非矩形測量法が使用される場合もある。
PLSSは「世界初の厳密に設計された測量システムかつ国家的な地籍図測量」であり、さらに「農地改革のための基盤としての諸外国の公務員による研究対象」でもある。PLSSで使用される測量方法の詳細は、総合土地事務所（General Land Office）発行の手順書で説明されている。最新版は『アメリカ合衆国公有地の測量手順書 1973年版』で、合衆国政府印刷局から出版されている。土地管理局（Bureau of Land Management、略称：BLM）は2000年に手順書の更新版を準備中であることをアナウンスした。

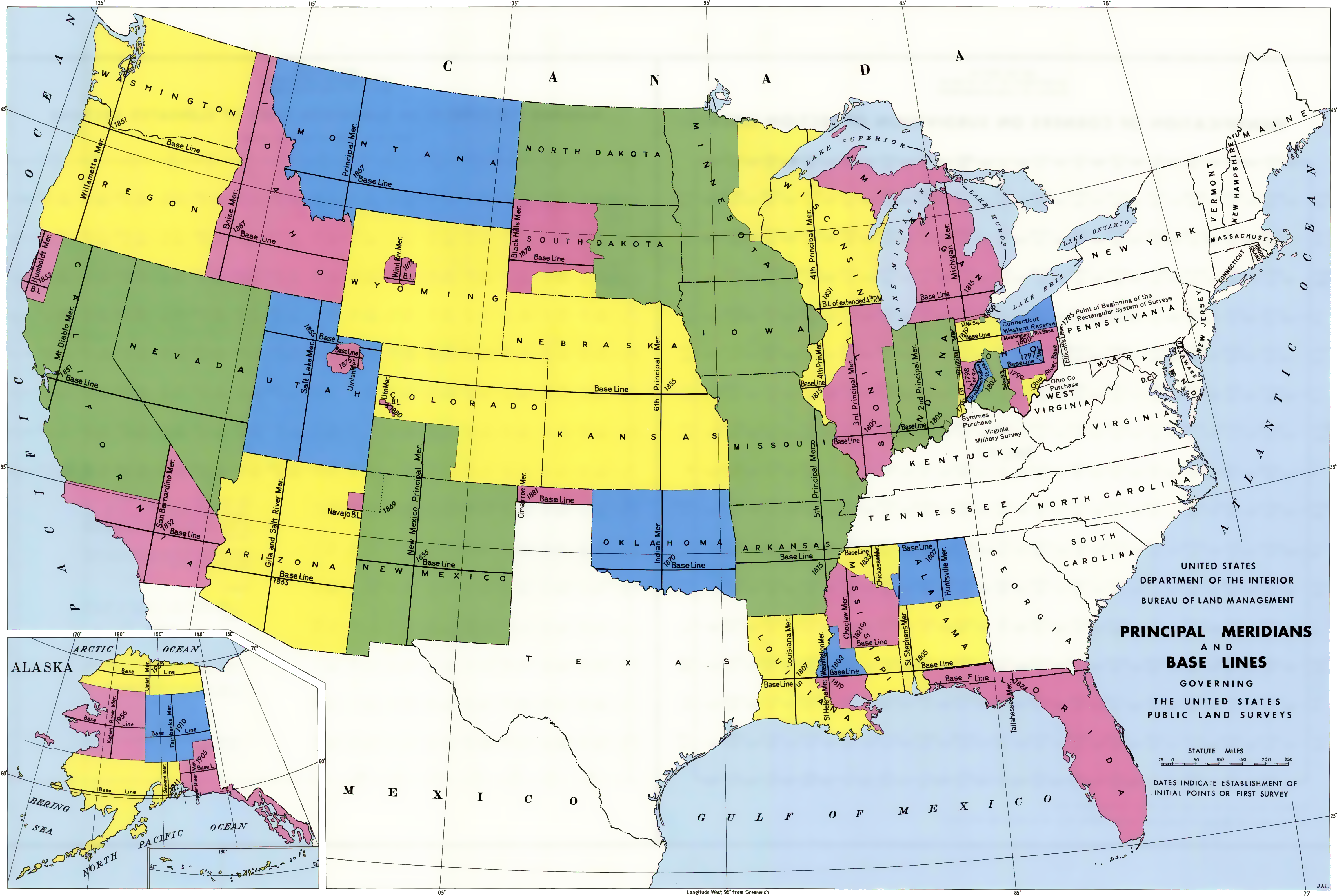
図1：PLSSによる測量実施州（色）と各州の主経線・基線

## 歴史
PLSSは1785年の公有地条例によって導入され、その後、総合土地事務所と土地管理局（BLM）の発行する業務方法書と測量手順書によって少しずつ変更・拡張されてきた。ペンシルベニア州西部から、南はフロリダ・アラバマ・ミシシッピの各州、西は太平洋、北はアラスカ州の北極地域まで、合衆国のほとんどの州で使用されている。

### システムの起源

13植民地の領土拡張（1775年）

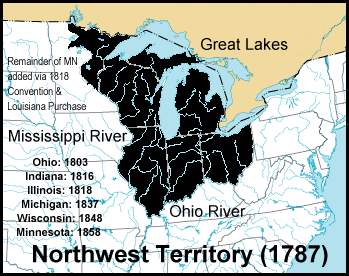
北西部領土

合衆国独立時の13植民地（そこから派生したメイン州、バーモント州、テネシー州、ケンタッキー州、ウエストバージニア州を含む）では、イギリスから引き継いだ土地境界（metes and bounds）システムを使用していた。このシステムでは現地にある標石（marker）や人手による境界に基づいて境界線が定義されたが、大抵は地形図（topography）に基づいていた。このシステムを使った説明は、例えば次のようなものであった：「マディー川とインディアン川が合流する地点から1マイル（1.6キロメートル）上流のマディー川北岸の地点から北へ400ヤード進み、次に大きな岩まで北西へ進み、その後大きなオークの木まで西へ、さらにマディー川まで南へ、最後にマディー川の中央を下って開始地点まで戻る。」
土地境界システムは、特にニューイングランド地方では、町の土地図（plat）によって補われた。このシステムでは通常4〜6マイル（6〜10キロメートル）四方の矩形の町が定義されたが、その町の中では全住民の所有地を把握するために1枚の地図あるいは土地図が使用されていた。
しかし土地境界システムには、次のような問題点があった。
- 不規則な形状の土地には複雑な説明が必要。
- 時間の経過に伴い木が枯れたり侵食で川の流れが変化するなど、説明に不都合が発生。
- 「未開の地」として投資家に売られた、西部開拓で新しく測量された大規模な土地には不向き。

加えて、記録を取る人々が足を踏み入れるまでは利用できない、という問題もあった。
1783年のパリ条約でアメリカ合衆国の独立が承認されると、イギリスは五大湖の南・ミシシッピ川の西の土地をアメリカ領とすることもまた承認した。大陸会議は新しい国土の測量・販売・定住を管理するため、1785年に公有地条例を、1787年に北西部条例を相次いで可決した。13植民地は、その領土の西側部分を連邦政府に寄付し、新しい州に土地が提供された。それらの土地には、北西部領土、ケンタッキー州、テネシー州、アラバマ州、そしてミシシッピ州が含まれる。土地を最も多く手放したのはバージニア州だったが、同州は当初、北西部領土のほとんどとケンタッキー州の領有権を主張していた。西部の土地の中には、バージニア、ペンシルベニア、コネチカットの3州によって要求された北西部領土のように、複数の州が領有権を主張した土地もあった。これら3州は、太平洋に至る土地でも領有権の主張を続けた。

### システムの適用

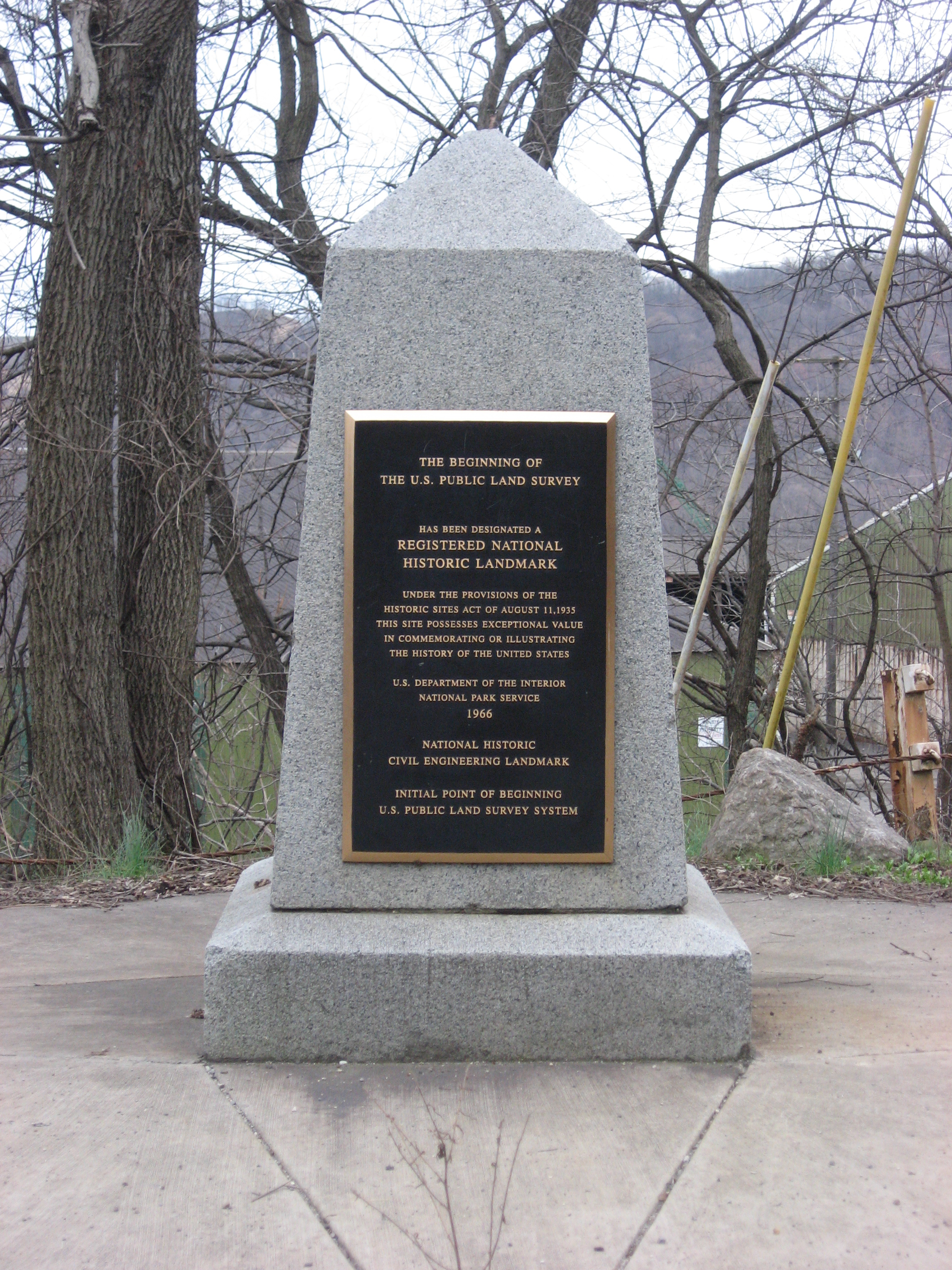
オハイオ州イーストリバプールにある「合衆国公有地測量開始点」の碑

新しい矩形測量システムであるPLSSによる初めての測量は、セブンレンジと呼ばれるオハイオ州東部で行われた。「合衆国公有地測量の開始点」が国定歴史建造物に登録されている。
オハイオ州ではいくつかの大きな区画で測量されたが、それら全体はオハイオの土地として知られ、独自の経線と基線を持っている。初期の測量、特にオハイオ州での測量は、質よりもスピードが重視された。このため、初期のタウンシップやセクションには規定の形や大きさから外れたものが多かった。開拓が西部へと進むにつれ、スピードよりも正確性が重視されるようになった。さらに州レベルあるいは複数州に跨る説明を行うため、南北方向の主要線（主経線）と東西方向の基線が定められシステムは簡略化された。例えば、1本のウィラメット経線はオレゴン州とワシントン州両方に跨って適用される。郡（カウンティ）の境界線の多くはこれに基づいて決められたが、中西部および西部で矩形の形をした郡が多いのはこのためである。

## PLSSの非適用地域
PLSSはほとんどの州で利用されているが、ハワイ州、テキサス州および合衆国独立時の13植民地の地域では使われていない（ただし北西部領土となった地域といくつかの南部の州を除く）。それら非運用地域は、現在の州で言うと、ジョージア州、コネチカット州、デラウェア州、ケンタッキー州、メイン州、メリーランド州、マサチューセッツ州、ニューハンプシャー州、ニュージャージー州、ニューヨーク州、ノースカロライナ州、ペンシルベニア州、ロードアイランド州、サウスカロライナ州、テネシー州、バーモント州、バージニア州、ウエストバージニア州である。ジョージア州のチェロキー郡 では土地の名称として「セクション」という用語を使用しているが、PLSSで使用される「セクション」と同じ地域を定義していない。
その他の州におけるPLSS適用の例外を以下に示す。
- カリフォルニア州は、1850年の州設立以前は、旧スペイン領払い下げ公有地だった大牧場（rancho）の境界のみを測量していた。州設立後は一貫してPLSSが利用されている。
- ハワイ州が併合時に採用したシステムは、ハワイ王国で元々使われていたシステムに基づいている。
- ルイジアナ州は、特にその南部では、PLSSに加えてアルパン（arpent）と呼ばれる初期のフランスとスペインのシステムも使用している。
- メイン州では、州内の非居住地域でPLSSのバリエーションの1つが使用されている。
- ニューメキシコ州はPLSSを採用しているが、いくつかの地域では、スペインとメキシコから引き継いだ土地境界（metes and bounds）システムを今なお使用している。それらの土地は、テキサス州やカリフォルニア州と同様、払い下げ公有地である。
- オハイオ州の ヴァージニア軍事地区は土地境界システムで測量された。オハイオ州の北部は各辺6マイルではなく5マイル（8キロメートル）となる初期の標準で測量された。このため1タウンシップ当たり38セクションではなく、25セクションになる。これらは議会サーベイ・タウンシップ（Congressional Survey township）と呼ばれることが多い。
- テキサス州は、旧スペイン領公有地払い下げに由来する初期の独自システムとPLSSのバリエーションとの複合システムを使用している。

## 仕組み

図2：PLSSの概要

### 測量計画と記録
PLSSによりある地域を測量する場合、複数ステップによる手順に従う。まず最初に、いくつかの比較的大きな地域に2つの基準となる測量線を引く。基線（base line）は東西方向に、主経線（principal meridian|principal meridian）は南北に引かれる（図1参照）。これらの2つの線は基準点（initial point）として知られる場所で交わる。次に、一定間隔（場所によるが通常は24または30マイル（約38または48キロメートル））で基線と平行の標準平行線を引く。これら経線、基線、そして標準平行線により、測量対象となる地域の上に格子（グリッド）が形成される。そしてさらに、その土地を36平方マイル（約93平方キロメートル）あるいは各辺6マイル（約9.7メートル）のサーベイ・タウンシップに分割する。この作業は6マイル（10キロメートル）間隔で基線・主経線と平行にレンジ線を引くことによって行われる。最後に、タウンシップは36のセクション (米国の土地測量)（各セクションは1平方マイル（640エーカー、約2.6平方キロメートル））と144のクォーターセクション（0.25平方マイル（160エーカー、約0.65平方キロメートル））へとさらに分割される（詳細はRectangular Survey Systemを参照）。通常、連邦政府はクォーターセクション・レベルまでのみ測量し、それより小さな区画は必要に応じて後で個人の測量技師や会社によって測量される。

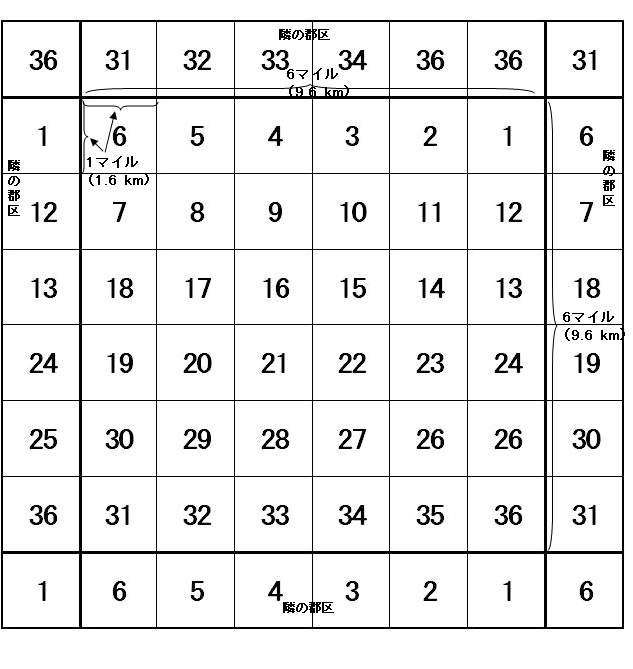
図3：標準的なサーベイ・タウンシップにおけるセクション区分け

タウンシップとセクションは、基準点（initial point）からのタウンシップの相対位置とタウンシップ内のセクションの位置に基づいて索引付け（indexing）される。タウンシップ、レンジ、セクションは、それぞれT、R、Sと略記され、基準点からの移動はN、S、E、Wで表現される。また、各主経線はそれぞれ独自の省略形をもつ。例えば、S13-R20E-T1S MDM は、「タウンシップ1南、レンジ20東、セクション13、ディアブロ山主経線」あるいは「基線から南に1番目かつ主経線から東に20番目のタウンシップの第13セクション」を意味する。タウンシップ中のセクションは牛耕式（boustrophedonically、左から右に次は右から左へと交互に行を進める書き方）に数えられる（図2）。北東の角から始めて、最初の行（第1-6セクション）では東から西に向かって数える。2番目の行（第7-12セクション）では西から東に数える。このように、南東の角の第36セクションまで、各行ごとに方向が互い違いになる。距離は米国測量マイル（U.S. survey mile =約1609.347 218 694m)で計測される。1米国測量マイルは80 ガンターチェーンに等しい（ガンターチェーンは測量で用いられる長さの標準単位）。国際マイル（international mile = 正確に1609.344m）とは約3.22ミリメートル異なる。このようにPLSSの計測単位が「測量マイル」であることが、米国における所有地権原において、メートル法表示に切り替えることの障壁の1つになっている。
レンジ線同士の交差する地点は「タウンシップコーナー」、セクション線と他のセクション線やレンジ線の交差する地点は「セクションコーナー」、2つのセクションコーナーの中間地点は「クォーターコーナー」と呼ばれる。これら各コーナーでは、その位置に印をつけるため「コーナーモニュメント」が地面に設置される。これらのモニュメントは法的拘束力のある印であり、その土地を売却したりその土地に定住したりする目的（測量の最終目的）で所有地の境界線を定義するために使用される。他のほとんどの測量仕様と同様、コーナーの印は時代とともに変更されてきた。19世紀においては、それらのモニュメントはほとんどの場合、石の杭、木製の標柱、あるいはそれらの組み合わせだった。使える場合は木もまた使われた。20世紀になると、多くの石によって支えられたプレート付きの鉄製の杭が使われるようになった。モニュメントを証明するため、近くにある木、岩、壕などに印が付けられた。証拠物体の正確な位置とそれらに付けられた印は、測量技師の公式野帳に記録された。証拠物体となった木は通常ベアリングトゥリー（bearing trees）と呼ばれるが、その法的な目的のためだけではなく、歴史的な森林 植生を守る観点からも極めて重要なものと認識されている。証拠物体は、たとえモニュメントが破壊された場合でも測量技師や地主が本来のコーナーモニュメントの位置を発見できるように定められる。不法居住者やホームステッド法による入植者たちが、公有地譲渡証書によって彼らの居住が脅かされると感じた場合、コーナーモニュメントを破壊することは珍しいことではなかった。このため、コーナーモニュメントあるいは証拠物体の破壊は連邦法違反とされている。

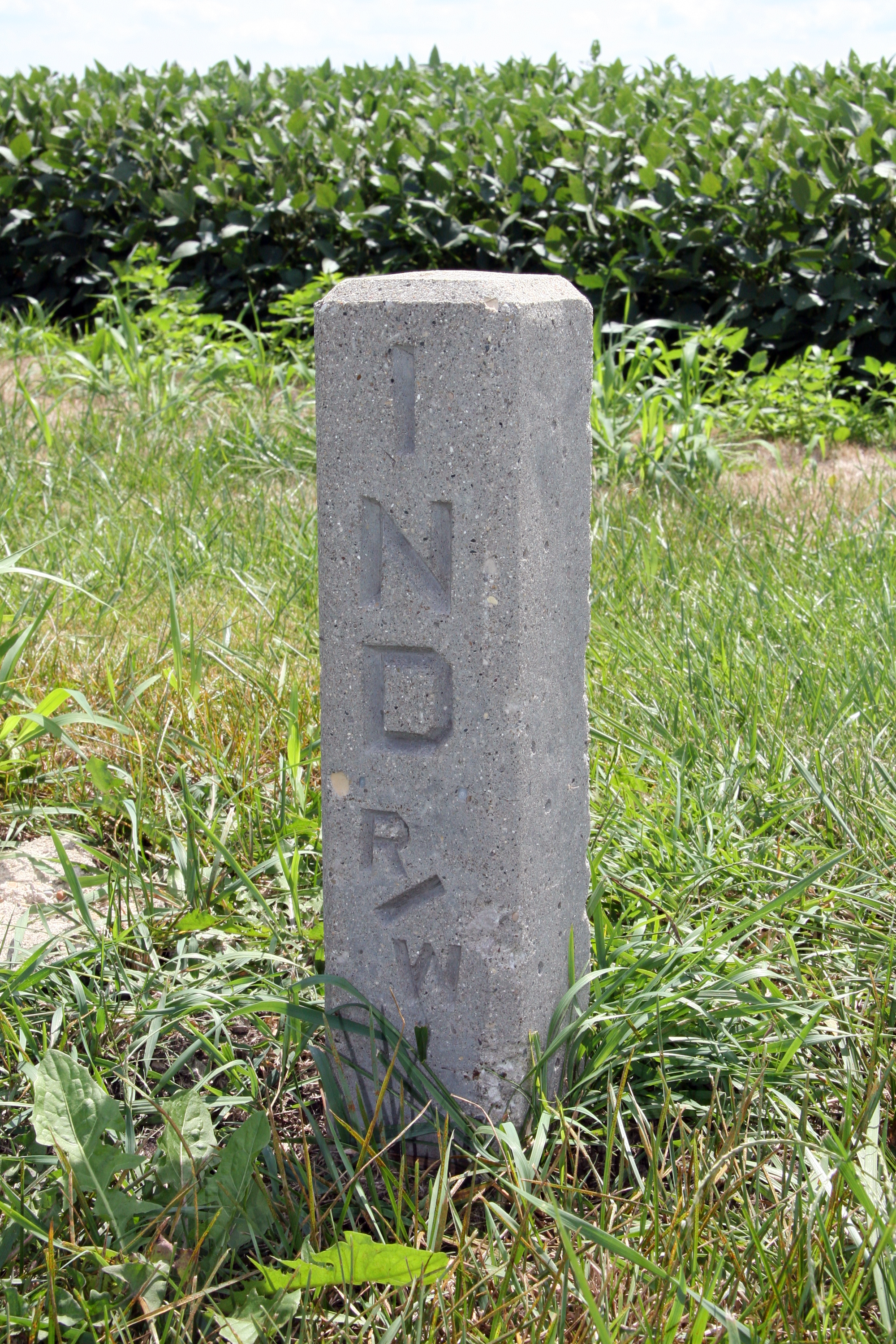
インディアナ州西部にある土地測量のための標石（レンジ・マーカー）

格子は矩形で地球は丸いので、周期的に調整が必要となる。これが、必ずしも全てのセクションが1平方マイルでなかったり、全てのタウンシップが正確に36平方マイル（93平方キロメートル）でなかったりする理由である。これらの調整は各タウンシップの内部で行われる。南東のコーナーのタウンシップからそのタウンシップのセクション測量を開始し、北東のコーナーに向かって連続的に移動する。セクションの最北および最西の列（11個のタウンシップ）は、1平方マイルから外れることが許されるが、残りの25個はこの限りではない。この方法により、湾曲効果を調整すると同時に、過度の妥協なく測量中に生じた誤差の補正が行われる。

### 土地の表現方法
PLSSでは、例えばある10エーカー（40,000平方メートル）の区画の説明は、NW1/4 SW1/4 SE1/4 SEC 22 T2S R3Eとなる。この説明は右から左に向って解釈される。この場合、まず、東方向に3番目のレンジ線（R3E）と南方向に2番目の基線（T2S）で指定されるタウンシップ内の第22セクション（図3参照）を示す。次にそのセクションはクォーター（各々160エーカー）に4分割され、この場合はSE（南東）クォーターセクションとなる。そのセクションは再びクォーター（40エーカー）に4分割され、この場合はSW（南西）クォーターとなる。最後にさらに再びクォーター（10エーカー（40,000平方メートル）に4分割され、この場合はNW（北西）クォーターとなる（Rectangular Survey Systemも参照）。
この例を人間の言葉で言うと、南に2番目の基線、東に3番目のレンジ線に位置するタウンシップの第22セクションのSEクォーターのSWクォーターのNWクォーター、ということになる。クォーターセクションの南半分を指すS½といった表記を行う説明もある。ある地域が人の定住するタウンシップになると、レンジ線と基線による番号の代わりにそのカウンティ名が使われるようになったが、双方は後からでも変換することができた。

## PLSSの区画割りのサイズ
以下の表は、PLSSにおける距離や面積を示す。
| 名称                                   | 名称（英語）               | マイル | 平方マイル | エーカー | m²        | km²   |                    |
|                                        |                            |        |            |          |           |       |                    |
| クアドラングル                         | Quadrangle                 | 24x24  | 576        | 368,640  |           | 1,492 | 通常16タウンシップ |
| タウンシップ                           | Township                   | 6x6    | 36         | 23,040   |           | 93    | 通常36セクション   |
| セクション                             | Section                    |        | 1          | 640      |           | 2.6   |                    |
| ハーフセクション                       | Half-section               |        | 1/2        | 320      | 1,294,999 | 1.3   |                    |
| クォーターセクション                   | Quarter-section            |        | 1/4        | 160      | 647,500   |       |                    |
| ハーフ・オブ・クォーターセクション     | Half of quarter-section    |        | 1/8        | 80       | 323,750   |       |                    |
| クォーター・オブ・クォーターセクション | Quarter of quarter-section |        | 1/16       | 40       | 161,875   |       |                    |

## 経線の一覧
| 名称                     | 採用   | 基準点                                                              | 州                                                                                  |
| ------------------------ | ------ | ------------------------------------------------------------------- | ----------------------------------------------------------------------------------- |
| ブラックヒルズ経線       | 1878年 | 北緯43度59分44秒 西経104度03分16秒 / 北緯43.99556度 西経104.05444度 | サウスダコタ州                                                                      |
| ボイシ経線               | 1867年 | 北緯43度22分21秒 西経116度23分35秒 / 北緯43.37250度 西経116.39306度 | アイダホ州                                                                          |
| チカソー経線             | 1833年 | 北緯35度01分58秒 西経89度14分47秒 / 北緯35.03278度 西経89.24639度   | ミシシッピ州                                                                        |
| チョクトー経線           | 1821年 | 北緯31度52分32秒 西経90度14分41秒 / 北緯31.87556度 西経90.24472度   | ミシシッピ州                                                                        |
| シマロン経線             | 1881年 | 北緯36度30分05秒 西経103度00分07秒 / 北緯36.50139度 西経103.00194度 | オクラホマ州                                                                        |
| クーパー川経線           | 1905年 | 北緯61度49分04秒 西経145度18分37秒 / 北緯61.81778度 西経145.31028度 | アラスカ州                                                                          |
| フェアバンクス経線       | 1910年 | 北緯64度51分50秒 西経147度38分26秒 / 北緯64.86389度 西経147.64056度 | アラスカ州                                                                          |
| 第5主経線                | 1815年 | 北緯34度38分45秒 西経91度03分07秒 / 北緯34.64583度 西経91.05194度   | アーカンソー州、アイオワ州、ミネソタ州、ミズーリ州、 ノースダコタ州、サウスダコタ州 |
| 第1主経線                | 1819年 | 北緯40度59分22秒 西経84度48分11秒 / 北緯40.98944度 西経84.80306度   | オハイオ州、インディアナ州                                                          |
| 第4主経線                | 1815年 | 北緯40度00分50秒 西経90度27分11秒 / 北緯40.01389度 西経90.45306度   | イリノイ州                                                                          |
| 拡張第4主経線            | 1831年 | 北緯42度30分27秒 西経90度25分37秒 / 北緯42.50750度 西経90.42694度   | ミネソタ州、ウィスコンシン州                                                        |
| ヒラ・ソルト川経線       | 1865年 | 北緯33度22分38秒 西経112度18分19秒 / 北緯33.37722度 西経112.30528度 | アリゾナ州                                                                          |
| フンボルト経線           | 1853年 | 北緯40度35分02秒 西経124度07分10秒 / 北緯40.58389度 西経124.11944度 | カリフォルニア州                                                                    |
| ハンツヴィル経線         | 1807年 | 北緯34度59分27秒 西経86度34分16秒 / 北緯34.99083度 西経86.57111度   | アラバマ州、ミシシッピ州                                                            |
| インディアン経線         | 1870年 | 北緯34度29分32秒 西経97度14分49秒 / 北緯34.49222度 西経97.24694度   | オクラホマ州                                                                        |
| ケイティール川経線       | 1956年 | 北緯65度26分16秒 西経158度45分31秒 / 北緯65.43778度 西経158.75861度 | アラスカ州                                                                          |
| ルイジアナ経線           | 1807年 | 北緯31度00分31秒 西経92度24分55秒 / 北緯31.00861度 西経92.41528度   | ルイジアナ州                                                                        |
| ミシガン経線             | 1815年 | 北緯42度25分28秒 西経84度21分53秒 / 北緯42.42444度 西経84.36472度   | ミシガン州、オハイオ州                                                              |
| ディアブロ山経線         | 1851年 | 北緯37度52分54秒 西経121度54分47秒 / 北緯37.88167度 西経121.91306度 | カリフォルニア州、ネバダ州                                                          |
| ナヴァホ経線             | 1869年 | 北緯35度44分56秒 西経108度31分59秒 / 北緯35.74889度 西経108.53306度 | アリゾナ州                                                                          |
| ニューメキシコ主経線     | 1855年 | 北緯34度15分35秒 西経106度53分12秒 / 北緯34.25972度 西経106.88667度 | コロラド州、ニューメキシコ州                                                        |
| モンタナ主経線           | 1867年 | 北緯45度47分13秒 西経111度39分33秒 / 北緯45.78694度 西経111.65917度 | モンタナ州                                                                          |
| ソルトレイク経線         | 1855年 | 北緯40度46分11秒 西経111度53分27秒 / 北緯40.76972度 西経111.89083度 | ユタ州                                                                              |
| サンベルナルディノ経線   | 1852年 | 北緯34度07分13秒 西経116度55分48秒 / 北緯34.12028度 西経116.93000度 | カリフォルニア州                                                                    |
| 第2主経線                | 1805年 | 北緯38度28分14秒 西経86度27分21秒 / 北緯38.47056度 西経86.45583度   | イリノイ州、インディアナ州                                                          |
| スーアード経線           | 1911年 | 北緯60度07分37秒 西経149度21分26秒 / 北緯60.12694度 西経149.35722度 | アラスカ州                                                                          |
| 第6主経線                | 1855年 | 北緯40度00分07秒 西経97度22分08秒 / 北緯40.00194度 西経97.36889度   | コロラド州、カンザス州、ネブラスカ州、サウスダコタ州、 ワイオミング州               |
| セントヘレナ経線         | 1819年 | 北緯30度59分56秒 西経91度09分36秒 / 北緯30.99889度 西経91.16000度   | ルイジアナ州                                                                        |
| セントスティーブンズ経線 | 1805年 | 北緯30度59分51秒 西経88度01分20秒 / 北緯30.99750度 西経88.02222度   | アラバマ州、ミシシッピ州                                                            |
| タラハシー経線           | 1824年 | 北緯30度26分03秒 西経84度16分38秒 / 北緯30.43417度 西経84.27722度   | フロリダ州、アラバマ州                                                              |
| 第3主経線                | 1805年 | 北緯38度28分27秒 西経89度08分54秒 / 北緯38.47417度 西経89.14833度   | イリノイ州                                                                          |
| ユインタ経線             | 1875年 | 北緯40度25分59秒 西経109度56分06秒 / 北緯40.43306度 西経109.93500度 | ユタ州                                                                              |
| ユミアト経線             | 1956年 | 北緯69度23分30秒 西経152度00分05秒 / 北緯69.39167度 西経152.00139度 | アラスカ州                                                                          |
| ユート経線               | 1880年 | 北緯39度06分23秒 西経108度31分59秒 / 北緯39.10639度 西経108.53306度 | コロラド州                                                                          |
| ワシントン経線           | 1803年 | 北緯30度59分56秒 西経91度09分36秒 / 北緯30.99889度 西経91.16000度   | ミシシッピ州                                                                        |
| ウィラメット経線         | 1851年 | 北緯45度31分11秒 西経122度44分34秒 / 北緯45.51972度 西経122.74278度 | オレゴン州、ワシントン州                                                            |
| ウィンド川罫線           | 1875年 | 北緯43度00分41秒 西経108度48分49秒 / 北緯43.01139度 西経108.81361度 | ワイオミング州                                                                      |

## 社会的影響

### 教育
1785年の公有地条例の下、各タウンシップの第16セクションは学校のために使用された。このため同セクションはしばしば「学校セクション」と呼ばれた（第36セクションもまた学校セクションとして使われることが多かった）。州や郡の中には、この規定を無視したり独自に変更・改定したりするところもあったが、本来の目的は、将来の学校収入およびすべての生徒の中央に校舎が配置されることの保障であった。オハイオ州・カレッジタウンシップは、高等教育のための土地割当の例として知られている。

### 都市設計

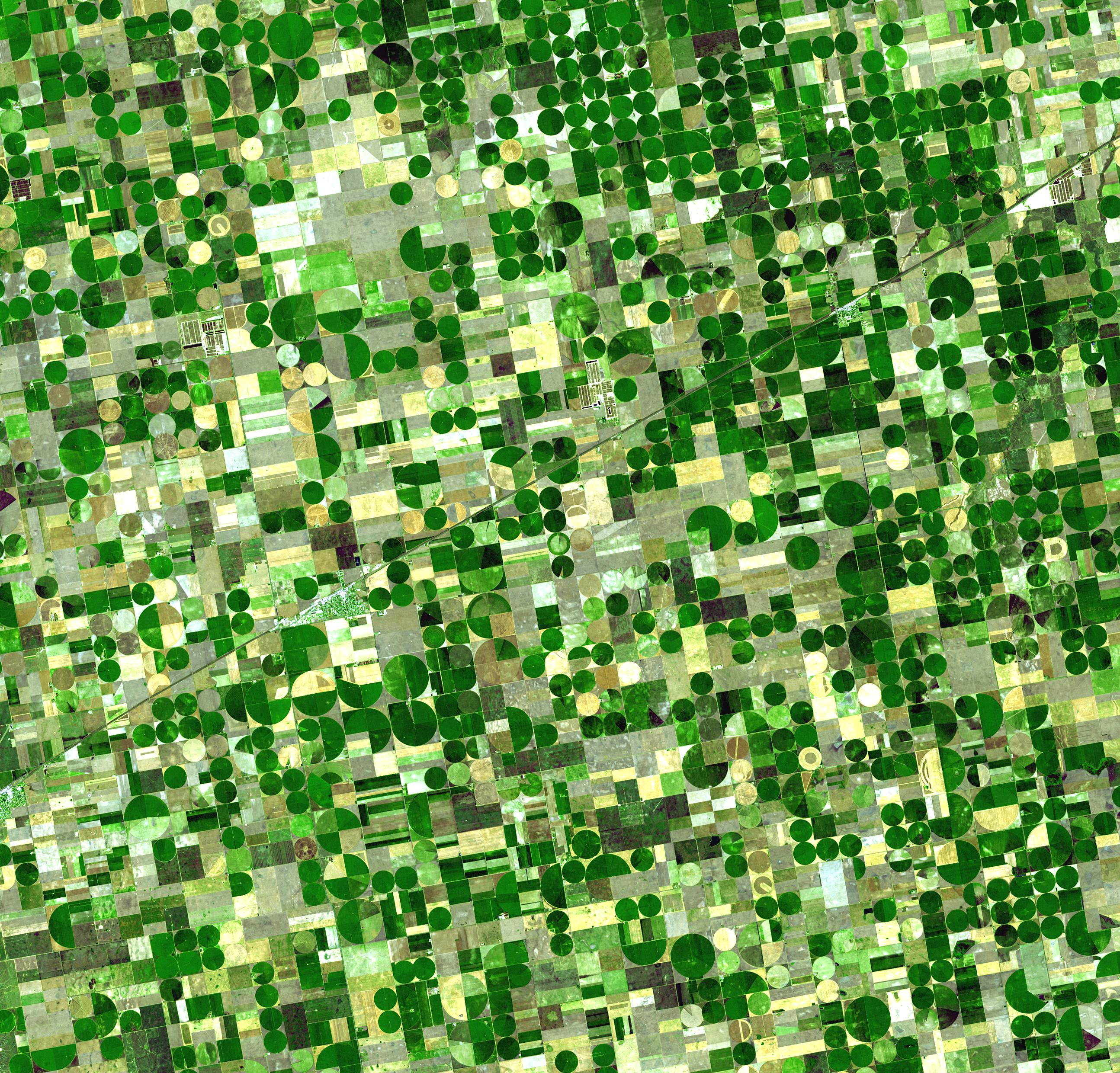
クォーターセクションに分割された農地（カンザス州）

通常、道路は1マイル（1.6キロメートル）ごとのセクション境界に沿って計画されるため、都市部の拡大はマイル単位の「ブロック」による道路グリッド（格子）を形成する。このような都市部の道路は幹線道路（arterial）あるいはセクション線道路と呼ばれるが、通常その計画は自動車による移動が優先され、自動車以外の移動手段に関する配慮は限定的である。第二次世界大戦後、幹線道路沿いやその交差点で大規模開発が行われた一方、他の地域は学校・宗教施設・公園などと共に住宅地として開発された。このような例として、デトロイトのマイルロード・システムがある。都市部近郊では、幹線道路は約1/2マイル間隔で配置されていることが多い。厳格に統制されている都市の構造は、所有地の利用目的を規制し、幹線道路の位置を基準に境界が定められるという、幾何学的ゾーニング（区分け）の厳密な実践を反映したものである。

### 大衆文化
PLSSは、米国の歴史と文化の重要な一部分である。時々米国映画で耳にする、証券用語の「lower 40」「front 40」「back 40」、そして「40エーカーとラバ1頭」（40 acres and a mule）という言葉は、クォータークォーターセクションに基づいている。
- クォーターセクションの「lower 40」は最も低い土地の1つである。つまり排水する方向を意味し、しばしば小川や沼の場所や方向を示す。
- 「40エーカーとラバ1頭」というフレーズは、南北戦争後の解放黒人局（Freedman's Bureau）によって約束された嘘の補償だった。

都市定住奨励政策（Homesteading）もまたPLSSに基づいていた。1862年のホームステッド法では、リンカーン政権の間、各定住者に160エーカー（0.65平方キロメートル）の土地、換言するとクォーターセクション、が与えられた。後のホームステッド法改定では、 640エーカー（2.6平方キロメートル）以上というさらに広い土地が与えられた。これは、既に定住済みの土地に比べてより乾いた、より荒れ果てた土地への定住を促すためであった。多くの場合、これらの土地は農業よりも放牧により適していた。